# 伍德冰川
伍德冰川（英語：Wood Glacier），是南極洲的冰川，位於維多利亞地的博克格雷溫克海岸，處於勝利山脈地區，最終在麥克唐納山以東注入特拉法爾加冰川，由新西蘭探險隊命名，現時由南極條約體系管理。